# Гогошь
Гогошь (рум. gogoşi) — вид печенья, изготовляемого в молдавской кухне.
Гогошь готовятся из муки, масла, сахарной пудры и желтков, из которых замешивается тесто. Оно раскатывается в пласт толщиной около 1 см, из которого круглой формой вырезается печенье диаметром 2,5 см. В центре каждого продавливается небольшое углубление. Печенье смазывается яйцом, посыпается дроблёным орехом и выпекается в духовке. В центр углубления в печенье кладётся по ягоде вишнёвого варенья.

## См.также
- Папанаши